# Eduard Hildebrandt

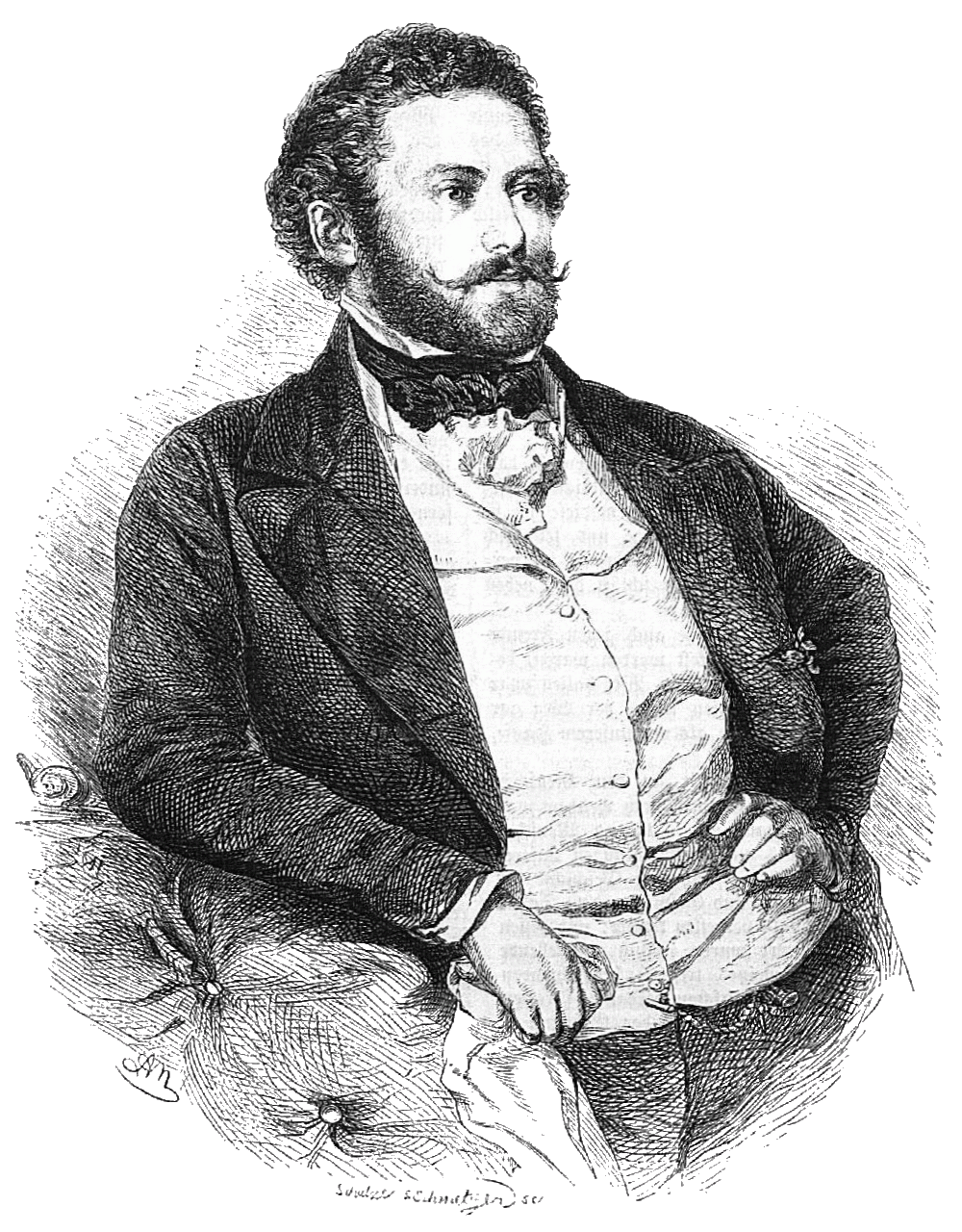
Eduard Hildebrandt.

Eduard Hildebrandt, född den 9 september 1818 i Danzig, död den 25 oktober 1868 i Berlin, var en tysk målare, bror till Fritz Hildebrandt. 
Hildebrandt utbildade sig under Isabey i Paris och slog sig sedan ned i Berlin. Han gjorde flera långa resor till Brasilien, Österlandet, Nordkap och slutligen jorden runt och målade med förkärlek tropiska landskap med starka luft- och belysningseffekter. 
Hildebrandt är rikt representerad med oljemålningar och akvareller i Berlins nationalgalleri. Ett urval av hans akvareller, Reise um die Erde, utgavs i färgtryck. Sedan följde fyra andra samlingar.

## Galleri

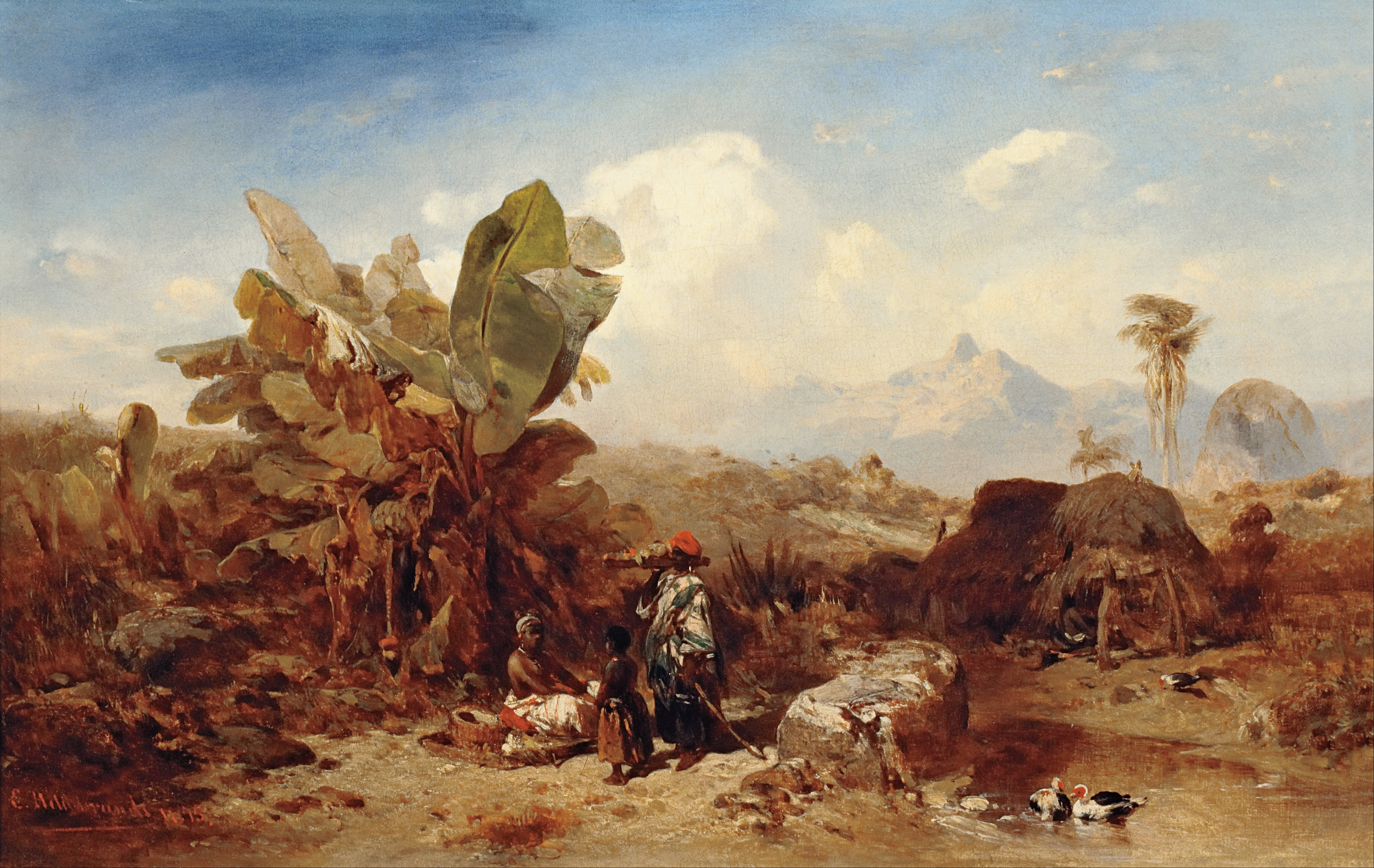
Paisagem com negros (1845)
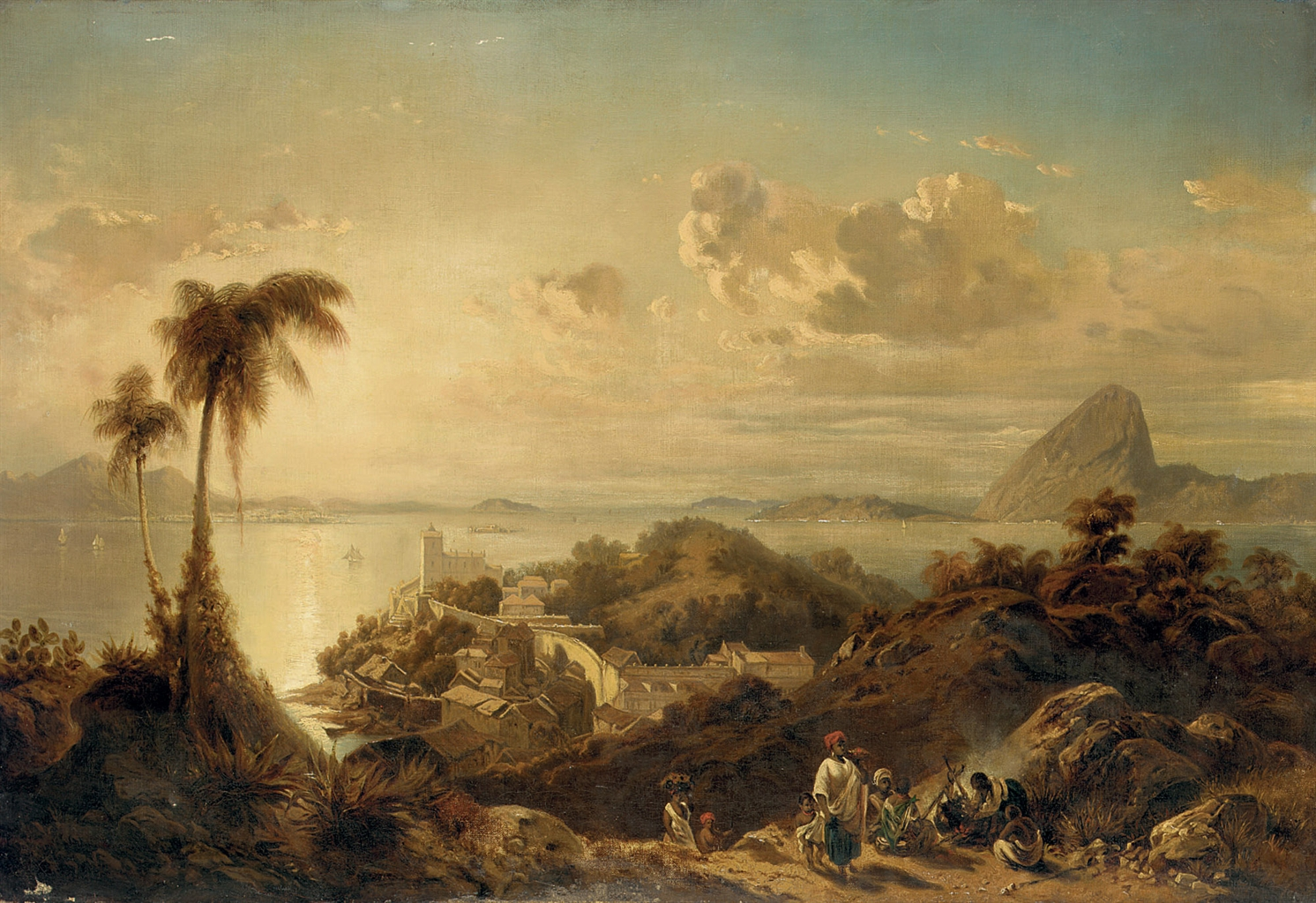
A Glória, Rio de Janeiro (1847)
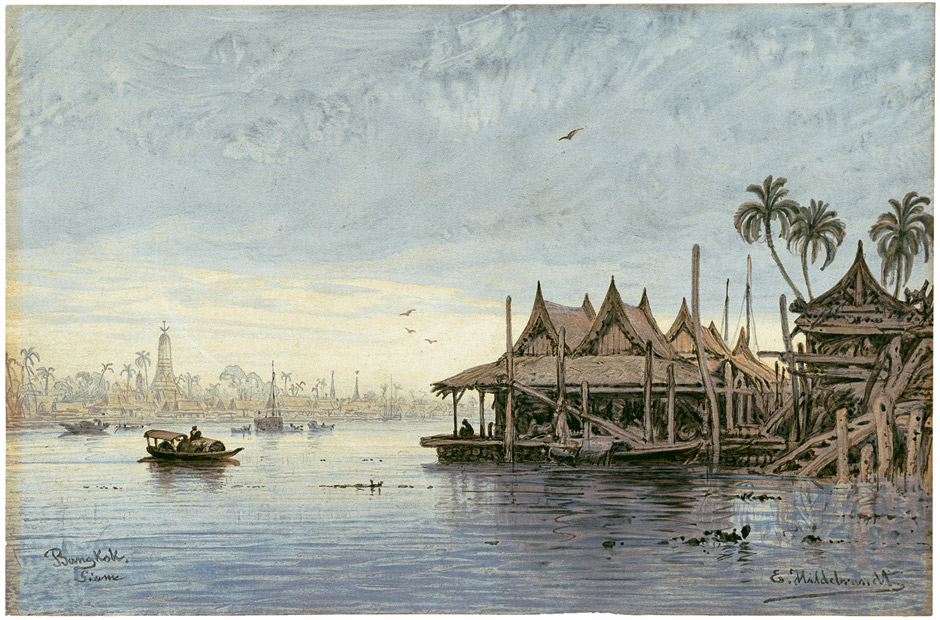
Blick auf Bangkok (ca. 1862–1864)
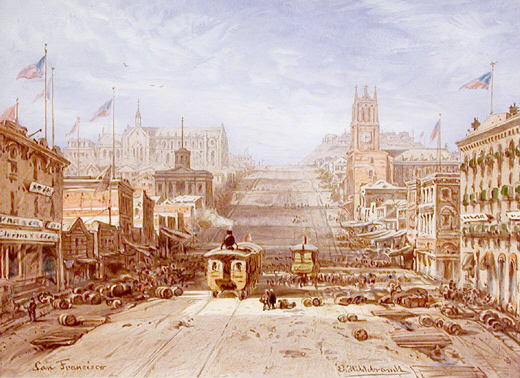
San Francisco (ca. 1862–1864)